# 神戸市電高松線
高松線（たかまつせん）は、かつて神戸市の高松停留場 - 東尻池2丁目停留場間を結んでいた神戸市電の軌道路線である。

## 沿革
- 1928年（昭和3年）
  - 4月1日：東尻池2丁目停留場 - 東尻池6丁目停留場間が開業。
  - 8月14日：東尻池6丁目停留場 - 東尻池7丁目停留場間が開業。
  - 11月19日：東尻池7丁目停留場 - 高松停留場間が開業。
- 1962年（昭和37年）以前
  - 東尻池6丁目停留場・東尻池7丁目停留場を廃止。
  - 高松停留場を高松分界点に格下げ。
- 1971年（昭和46年）3月14日：東尻池2丁目停留場 - 高松分界点間の廃止により全線廃止。

## 駅一覧
- 1962年（昭和37年）7月当時。
- 背景色がグレーの駅は廃止・休止駅。

| 停留場名    | 読み                        | 接続路線      | 廃止日        |
| ----------- | --------------------------- | ------------- | ------------- |
| 高松        | たかまつ                    | 和田線        | 1962年以前    |
| 東尻池8丁目 | ひがししりいけ はっちょうめ |               | 1971年3月14日 |
| 東尻池7丁目 | ひがししりいけ ななちょうめ |               | 1962年以前    |
| 東尻池6丁目 | ひがししりいけ ろくちょうめ |               | 1962年以前    |
| 東尻池5丁目 | ひがししりいけ ごちょうめ   |               | 1971年3月14日 |
| 東尻池2丁目 | ひがししりいけ にちょうめ   | 尻池線 須磨線 | 1971年3月14日 |

## 通過系統
- 1962年（昭和37年）7月当時。

| 系統   | 直通路線 | 通過区間                 | 直通路線 | 備考               |
| ------ | -------- | ------------------------ | -------- | ------------------ |
| 1系統  | 須磨線   | 東尻池2丁目 - 高松分界点 | 和田線   | 循環系統、東行のみ |
| 2系統  | 和田線   | 高松分界点 - 東尻池2丁目 | 須磨線   | 循環系統、西行のみ |
| 5系統  | 和田線   | 高松分界点 - 東尻池2丁目 | 尻池線   | 循環系統、西行のみ |
| 7系統  | 尻池線   | 東尻池2丁目 - 高松分界点 | 和田線   | 循環系統、東行のみ |
| 12系統 | 和田線   | 高松分界点 - 東尻池2丁目 | 尻池線   | 循環系統、西行のみ |
| 13系統 | 尻池線   | 東尻池2丁目 - 高松分界点 | 和田線   | 循環系統、東行のみ |